# Hylobates
Hylobates is een geslacht uit de familie van de gibbons (Hylobatidae). Hylobates-soorten komen voor van Zuid-China (Yunnan) tot westelijk en centraal Java. Het aantal chromosomen is 2n=44. Vaak hebben de dieren een ring van wit bont om hun gezicht.

## Taxonomie
- Geslacht: Hylobates (negen soorten)
  - Soort: Hylobates abbotti
  - Soort: Hylobates agilis – Oenka
    - Ondersoort: Hylobates agilis agilis
    - Ondersoort: Hylobates agilis unko

  - Soort: Hylobates albibarbis – Witbaardgibbon
  - Soort: Hylobates funereus
  - Soort: Hylobates klossii – Dwergsiamang
  - Soort: Hylobates lar – Withandgibbon
    - Ondersoort: Hylobates lar carpenteri
    - Ondersoort: Hylobates lar entelloides
    - Ondersoort: Hylobates lar lar
    - Ondersoort: Hylobates lar vestitus
    - Ondersoort: Hylobates lar yunnanensis

  - Soort: Hylobates moloch – Zilvergibbon 
    - Ondersoort: Hylobates moloch moloch
    - Ondersoort: Hylobates moloch pongoalsoni

  - Soort: Hylobates muelleri – Borneogibbon
  - Soort: Hylobates pileatus – Zwartkoplar

## Stamboom mensapen
| Mensapen Hominoidea                      |                                          |                                          |                                          |                                          |                                          |                                          |                                        |                                        |                                        |                                        |                                        |                                        |                                        |                                        |                                        |                                        |                                        |                                        |                                        |                                        |                                        |                                        |                                        |
| Mensachtigen of grote mensapen Hominidae | Mensachtigen of grote mensapen Hominidae | Mensachtigen of grote mensapen Hominidae | Mensachtigen of grote mensapen Hominidae | Mensachtigen of grote mensapen Hominidae | Mensachtigen of grote mensapen Hominidae | Mensachtigen of grote mensapen Hominidae | Gibbons of kleine mensapen Hylobatidae | Gibbons of kleine mensapen Hylobatidae | Gibbons of kleine mensapen Hylobatidae | Gibbons of kleine mensapen Hylobatidae | Gibbons of kleine mensapen Hylobatidae | Gibbons of kleine mensapen Hylobatidae | Gibbons of kleine mensapen Hylobatidae | Gibbons of kleine mensapen Hylobatidae | Gibbons of kleine mensapen Hylobatidae | Gibbons of kleine mensapen Hylobatidae | Gibbons of kleine mensapen Hylobatidae | Gibbons of kleine mensapen Hylobatidae | Gibbons of kleine mensapen Hylobatidae | Gibbons of kleine mensapen Hylobatidae | Gibbons of kleine mensapen Hylobatidae | Gibbons of kleine mensapen Hylobatidae | Gibbons of kleine mensapen Hylobatidae |
| Homininae                                | Homininae                                | Homininae                                | Homininae                                | Homininae                                | Ponginae                                 | Ponginae                                 | Gibbons of kleine mensapen Hylobatidae | Gibbons of kleine mensapen Hylobatidae | Gibbons of kleine mensapen Hylobatidae | Gibbons of kleine mensapen Hylobatidae | Gibbons of kleine mensapen Hylobatidae | Gibbons of kleine mensapen Hylobatidae | Gibbons of kleine mensapen Hylobatidae | Gibbons of kleine mensapen Hylobatidae | Gibbons of kleine mensapen Hylobatidae | Gibbons of kleine mensapen Hylobatidae | Gibbons of kleine mensapen Hylobatidae | Gibbons of kleine mensapen Hylobatidae | Gibbons of kleine mensapen Hylobatidae | Gibbons of kleine mensapen Hylobatidae | Gibbons of kleine mensapen Hylobatidae | Gibbons of kleine mensapen Hylobatidae | Gibbons of kleine mensapen Hylobatidae |
| Hominini                                 | Hominini                                 | Hominini                                 | Gorillini                                | Gorillini                                | Orang-oetans Pongo                       | Orang-oetans Pongo                       | Gibbons of kleine mensapen Hylobatidae | Gibbons of kleine mensapen Hylobatidae | Gibbons of kleine mensapen Hylobatidae | Gibbons of kleine mensapen Hylobatidae | Gibbons of kleine mensapen Hylobatidae | Gibbons of kleine mensapen Hylobatidae | Gibbons of kleine mensapen Hylobatidae | Gibbons of kleine mensapen Hylobatidae | Gibbons of kleine mensapen Hylobatidae | Gibbons of kleine mensapen Hylobatidae | Gibbons of kleine mensapen Hylobatidae | Gibbons of kleine mensapen Hylobatidae | Gibbons of kleine mensapen Hylobatidae | Gibbons of kleine mensapen Hylobatidae | Gibbons of kleine mensapen Hylobatidae | Gibbons of kleine mensapen Hylobatidae | Gibbons of kleine mensapen Hylobatidae |
| Homo                                     | Chimpansees Pan                          | Chimpansees Pan                          | Gorilla's Gorilla                        | Gorilla's Gorilla                        | Orang-oetans Pongo                       | Orang-oetans Pongo                       | Hoeloks Hoolock                        | Hoeloks Hoolock                        | Hylobates                              | Hylobates                              | Hylobates                              | Hylobates                              | Hylobates                              | Hylobates                              | Hylobates                              | Nomascus                               | Nomascus                               | Nomascus                               | Nomascus                               | Nomascus                               | Nomascus                               | Nomascus                               | Siamangs Symphalangus                  |
| Mens Homo sapiens                        | Chimpansee Pan troglodytes               | Bonobo Pan paniscus                      | Westelijke gorilla Gorilla gorilla       | Oostelijke gorilla Gorilla beringei      | Borneose orang-oetan Pongo pygmaeus      | Sumatraanse orang-oetan Pongo abelii     | Westelijke hoelok Hoolock hoolock      | Oostelijke hoelok Hoolock leuconedys   | Oenka Hylobates agilis                 | Witbaard-gibbon Hylobates albibarbis   | Dwerg-siamang Hylobates klossii        | Withand-gibbon Hylobates lar           | Zilver-gibbon Hylobates moloch         | Borneo-gibbon Hylobates muelleri       | Zwartkop-lar Hylobates pileatus        | Nomascus annamensis                    | Kuif-gibbon Nomascus concolor          | Goudwang-gibbon Nomascus gabriellae    | Hainan-gibbon Nomascus hainanus        | Nomascus nasutus                       | Witwang-gibbon Nomascus leucogenys     | Nomascus siki                          | Siamang Symphalangus syndactylus       |